# Gare de Kashima (Osaka)
La gare de Kashima (加島駅, Kashima-eki) est une gare ferroviaire de la ville d'Osaka au Japon. Elle est située dans l'arrondissement de Yodogawa. La gare est gérée par la compagnie JR West.

## Situation ferroviaire
La gare de Kashima est située au point kilométrique (PK) 10,3 de la ligne JR Tōzai.

## Histoire
La gare est inaugurée le 8 mars 1997.

## Services aux voyageurs

### Accès et accueil
La gare, située en souterrain, est ouverte tous les jours.

### Desserte
- Ligne JR Tōzai :
  - voie 1 : direction Amagasaki
  - voie 2 : direction Kyōbashi